# TSGエンターテインメント
TSGエンターテインメント・ファイナンス（TSG Entertainment Finance LLC）は、主に実写映画に資金を提供するアメリカ合衆国の映画金融機関。TSGは親会社シーリッグ・グループ（The Seelig Group）の略。
TSGは、デューン・エンターテインメントが20世紀フォックスとの契約を更新しなかったので、その代わりとして、『かぞくモメはじめました』の米国劇場公開後に設立された。20世紀フォックスは新しい長期間の協調融資の取り決めを求めて、TSGエンターテインメントと契約を結んだ。この融資団体は、元デューンのパートナーであるチップ・シーリグによって設立され、マグネター・キャピタルから大部分の資金を調達し、そしてシーリグ本人などからも追加の資金を調達した。Seeligは2011年5月にDuneを去り、新しい資金調達会社を設立した。TSGはまた、この当時、銀行から（3億から4億ドル）の借入を求めていた。2015年11月、中国の映画スタジオであるBona Film GroupはTSGに2億3500万ドルを投資した。2019年3月20日、ウォルト・ディズニー・カンパニーが21世紀フォックス（その後、買収されずに残った部門はフォックス・コーポレーションとして発足）を買収したので、ディズニーは20世紀フォックスのためのTSGとフォックスとの契約を継承した。
TSGのロゴは、ホメーロスのオデュッセイアのオデュッセウスに似た、複数の斧の頭から矢を射る弓を持つ男を描いたもの。

## 映画
※括弧内は全米公開日。

### 2013年
- LIFE!
- やさしい本泥棒
- 30日の婚活トラベル（英語版）
- 悪の法則
- クリスマスの贈り物
- デンジャラス・バディ
- ウルヴァリン:SAMURAI
- ダイ・ハード/ラスト・デイ
- おとなの恋には嘘がある
- パーシー・ジャクソンとオリンポスの神々/魔の海
- プールサイド・デイズ
- インターンシップ
- トランス[4]

### 2014年
- ベル ある伯爵令嬢の恋
- クライム・ヒート
- わたしに会うまでの1600キロ
- リアル刑事ごっこ in LA
- デビルズ・バースデイ
- ダメ男に復讐する方法
- 猿の惑星: 新世紀
- きっと、星のせいじゃない。
- X-MEN:フューチャー&パスト
- ナイト ミュージアム/エジプト王の秘密
- 96時間/レクイエム
- ゴーン・ガール
- バードマン あるいは（無知がもたらす予期せぬ奇跡）
- グランド・ブダペスト・ホテル
- エクソダス:神と王[4]
- キングスマン[4]

### 2015年
- 遥か群衆を離れて（英語版）
- アルビン4 それいけ! シマリス大作戦
- ブリッジ・オブ・スパイ
- マリーゴールド・ホテル 幸せへの第二章
- ロンゲスト・ライド
- ヒットマン:エージェント47
- 雨の日は会えない、晴れた日は君を想う
- ジョイ[4]
- オデッセイ[1]

### 2016年
- アザー・サイド 死者の扉
- デッドプール[4]
- X-MEN:アポカリプス[1]
- インデペンデンス・デイ: リサージェンス[1]
- ミス・ペレグリンと奇妙なこどもたち[1]
- ドリーム
- ザッツ・ファビュラス![4]

### 2017年
- LOGAN/ローガン[5]
- グレッグのダメ日記4（英語版）[6]
- エイリアン: コヴェナント[7]
- 猿の惑星: 聖戦記[1]
- レイチェル[8]
- パティ・ケイク$（配給：FOXサーチライト・ピクチャーズ）[9]
- グッバイ・クリストファー・ロビン（配給：FOXサーチライト・ピクチャーズ）[10]
- シェイプ・オブ・ウォーター（配給：FOXサーチライト・ピクチャーズ）

### 2018年
- 女王陛下のお気に入り
- メイズ・ランナー: 最期の迷宮[11]
- デッドプール2
- ダーケスト・マインド[12]
- ザ・プレデター[13]

### 2019年
- クエスト・オブ・キング 魔法使いと4人の騎士（1月25日）with 20世紀フォックス、ワーキング・タイトル・フィルムズ、ビッグ・トーク・プロダクションズ（英語版）[14]
- モーガン夫人の秘密（3月15日）
- X-MEN:ダーク・フェニックス（6月7日）[15]（TSG初のディズニーによる21世紀フォックスの買収後の作品）
- レディ・オア・ノット（8月21日）
- アド・アストラ（9月20日）
- ルーシー・イン・ザ・スカイ（10月4日）
- ジョジョ・ラビット（10月18日）
- ターミネーター:ニュー・フェイト（11月1日）with パラマウント・ピクチャーズ、スカイダンス・メディア、テンセント・ピクチャーズ
- フォードvsフェラーリ（11月15日）[16]

### 2020年
- ダウンヒル（2月14日）
- 野生の呼び声（2月21日）
- Wendy（2月28日）
- ニュー・ミュータント（8月28日）
- エンプティ・マン（10月23日）

### 2021年
- ノマドランド（2月9日）
- ウーマン・イン・ザ・ウィンドウ（5月14日）（Netflixが配信。）
- ジャングル・クルーズ[17]（7月30日）
- フリー・ガイ（8月13日）
- ナイト・ハウス（8月20日）
- タミー・フェイの瞳（9月17日）
- 最後の決闘裁判（10月15日）
- ロン 僕のポンコツ・ボット（10月22日）（TSG初の長編アニメ映画。）
- アントラーズ（10月29日）
- ウエスト・サイド・ストーリー（12月10日）
- ナイトメア・アリー（12月17日）

### 2022年
- ナイル殺人事件（2月11日）
- ザリガニの鳴くところ[18]（7月15日）（TSGエンターテインメントII名義で20世紀スタジオやサーチライト・ピクチャーズの関与なしで資金提供された最初の映画。）
- ブレット・トレイン[18]（8月5日）
- デ・ヴィル家への招待状[18]（8月26日）
- ウエスト・エンド殺人事件[18]（9月16日）
- ウーマン・キング 無敵の女戦士たち[18]（9月16日）
- シング・フォー・ミー、ライル[18]（10月7日）
- イニシェリン島の精霊（10月21日）
- ザ・メニュー（11月18日）
- エンパイア・オブ・ライト（12月9日）
- アバター:ウェイ・オブ・ウォーター（12月16日）
- ホイットニー・ヒューストン I WANNA DANCE WITH SOMEBODY[18]（12月23日）
- オットーという男[18]（12月25日）

### 2023年
- search/#サーチ2[18]（1月20日）
- 65/シックスティ・ファイブ[18]（3月10日）
- ヴァチカンのエクソシスト[18]（4月14日）
- シュヴァリエ（4月21日）
- ジョージ・フォアマン:45歳のヘビー級チャンピオン[18]（4月28日）
- ラブ・アゲイン[18]（5月5日）
- ブギーマン（6月2日）
- マディのおしごと 恋の手ほどき始めます[18]（6月23日）
- シアター・キャンプ（7月14日）
- グランツーリスモ[18]（8月25日）
- イコライザー THE FINAL[18]（9月1日）
- ダム・マネー ウォール街を狙え!（9月15日）（配給：ソニー・ピクチャーズ リリーシング、日本配給︰キノフィルムズ）
- 名探偵ポアロ:ベネチアの亡霊（9月15日）
- ベツレヘム・ジャーニー 星の導き[18]（11月10日）
- ネクスト・ゴール・ウィンズ（11月17日）
- サンクスギビング[18]（11月17日）
- ナポレオン[18]（11月22日）
- 哀れなるものたち（12月8日）
- 恋するプリテンダー[18]（12月22日）
- 異人たち（12月22日）

### 2024年
- マダム・ウェブ[18]（2月14日）
- ゴーストバスターズ/フローズン・サマー[18]（3月22日）
- オーメン:ザ・ファースト（4月5日）
- タロット 死を告げるカード[18]（5月3日）
- 猿の惑星/キングダム（5月10日）
- バッドボーイズ RIDE OR DIE[18]（6月7日）
- 憐れみの3章（6月21日）
- デッドプール&ウルヴァリン[17]（7月26日）
- ハロルド・アンド・ザ・パープル・クレヨン[18]（8月2日）
- ふたりで終わらせる/IT ENDS WITH US[18]（8月9日）
- エイリアン:ロムルス（8月16日）
- アフレイド[18]（8月30日）
- サタデー・ナイト[18]（9月27日）
- ヴェノム:ザ・ラストダンス[18]（10月25日）
- リアル・ペイン〜心の旅〜（11月1日）